# Henrique Chaves
Henrique Chaves (Torres Vedras, 21 marzo 1997) è un pilota automobilistico portoghese, nel 2020 ha vinto la Sprint Cup del GT World Challenge Europe e l'International GT Open con la McLaren 720S GT3. Nel 2022 con l'Aston Martin Vantage AMR ha vinto la 24 Ore di Le Mans nella classe GTE AM.

## Risultati

### Risultati European Le Mans Series
| Anno    | Squadra              | Classe | Vettura                  | PAU | MON | RBR | SIL | SPA | POR | Punti | Pos. |
| ------- | -------------------- | ------ | ------------------------ | --- | --- | --- | --- | --- | --- | ----- | ---- |
| 2018    | AVF by Adrián Vallés | LMP2   | Dallara P217             | 11  | Rit | 14  | 8   | 9   | Rit | 6     | 23°  |
| Anno    | Squadra              | Classe | Vettura                  | PAU | IMO | MON | BAR | SPA | POR | Punti | Pos. |
| 2022    | Oman Racing          | LMGTE  | Aston Martin Vantage AMR | 6   | 2   | 11  | 7   | 8   | 10  | 37    | 10°  |
| Legenda |                      |        |                          |     |     |     |     |     |     |       |      |

### Risultati WEC
| Anno    | Squadra  | Classe | Vettura                  | SEB | SPA | LMS | MON | FUJ | BHR | Punti | Pos. |
| ------- | -------- | ------ | ------------------------ | --- | --- | --- | --- | --- | --- | ----- | ---- |
| 2022    | TF Sport | GTE Am | Aston Martin Vantage AMR |     | 2   | 1   | Rit | 1   | 4   | 113   | 3°   |
| Legenda |          |        |                          |     |     |     |     |     |     |       |      |

### Risultati 24 Ore di Le Mans
| Anno | Team     | Co-piloti                  | Auto                     | Classe | Giri | Pos. | Class Pos. |
| ---- | -------- | -------------------------- | ------------------------ | ------ | ---- | ---- | ---------- |
| 2022 | TF Sport | Ben Keating Marco Sørensen | Aston Martin Vantage AMR | GTE Am | 343  | 34°  | 1°         |

## Palmarès
- International GT Open: 1
2020 con Miguel Ramos
- GT World Challenge Europe Sprint Cup: 1
2020 con Miguel Ramos
- 24 Ore di Le Mans: 1
2022 su Aston Martin Vantage AMR GTE